# 腺苞狗舌草
腺苞狗舌草（学名：Tephroseris adenolepis）为菊科狗舌草属的植物。分布于俄罗斯以及中国大陆的黑龙江、吉林等地，生长于海拔100米至1,000米的地区，多生在多石山坡，目前尚未由人工引种栽培。

## 异名
- Tephroseris campestris (Retz.) Reichb.